# Liste der Kulturdenkmale in Karlsruhe-Knielingen

Wappen von Knielingen

In der Liste der Kulturdenkmale in Karlsruhe-Knielingen werden alle unbeweglichen Bau- und Kunstdenkmale in Knielingen aufgelistet, die in der städtischen „Datenbank der Kulturdenkmale“ geführt sind.
Diese Liste ist nicht rechtsverbindlich. Eine rechtsverbindliche Auskunft ist lediglich auf Anfrage bei der Unteren Denkmalschutzbehörde der Stadt Karlsruhe erhältlich.

## Liste
| Bild           | Bezeichnung                                                                    | Lage                               | Datierung                  | Beschreibung | ID |
| -------------- | ------------------------------------------------------------------------------ | ---------------------------------- | -------------------------- | --- | -- |
|                | Besolt'sches Haus                                                              | Saarlandstr. 49                    | 1541                       | Besolt'sches Haus, zweigeschossiges Fachwerkhaus mit Krüppelwalm, Giebelwand teilmassiv, 18. Jahrhundert. Wappentafel bezeichnet 1541. Geschützt nach § 28 DSchG |    |
|                | Hofanlage mit zweigeschossigem Wohnhaus                                        | Eggensteiner Str. 5–5a             | 1787                       | Hofanlage mit zweigeschossigem Wohnhaus, Toreinfahrt, Scheune. Am Stall bezeichnet CFV SCHULTHEIS 1787. (Sachgesamtheit). Geschützt nach § 2 DSchG |    |
|                | Hofanlage                                                                      | Eggensteiner Straße 12             | 1. Hälfte 19. Jahrhundert. | Hofanlage, eingeschossiges und giebelständiges Wohnhaus mit traufständig angefügter Torfahrt, unverputztes Fachwerk, Hofgebäude. Geschützt nach § 2 DSchG |    |
|                | Ehemalige Zoll- und Poststation                                                | Rheinbergstr. 2–2a                 | 1700                       | Ehemalige Zoll- und Poststation. Hofanlage mit zweigeschossigem Fachwerkwohnhaus, Scheune, ehemaligem Backhaus. Geschützt nach § 28 DSchG |    |
| Weitere Bilder | Evangelische Kirche Knielingen                                                 | Saarlandstr. 1a (Karte)            | 1480                       | Evangelische Kirche mit Treppenanlage, Kirchhof, Gefallenendenkmal von 1900. Kirche 1480 begonnen, 1700–02 Reparaturen durch Thomas Lefébvre, Turm- und Langhaus 1858–60 umgestaltet. Geschützt nach § 28 DSchG |    |
|                | Evangelisches Pfarrhaus Knielingen                                             | Kirchbühlstr. 2                    |                            | Evangelisches Pfarrhaus, zweigeschossiger Putzbau mit Walmdach. Geschützt nach § 2 DSchG |    |
|                | Friedhof Knielingen                                                            | Eggensteiner Str. 17               | 1842                       | Friedhof, 1842 von der Kirche hierher verlegt, mit Friedhofsmauer, historischen Grabsteinen, Soldatenfriedhof mit Gedenkstein, 1923 von Konrad Taucher. (Sachgesamtheit). Geschützt nach § 2 DSchG |    |
|                | Gebäude der DEA-Scholven-GmbH, heute MIRO                                      | Dea-Scholven-Str. 1                | 1961–63                    | Verwaltungs- und Kasinogebäude sowie mehrere Funktionsbauten wie Pförtnerei, Meßwarten, Magazin-, Werkstatt-, Labor-, Feuerwache, Schalthäuser u.a.m. der DEA-Scholven-GmbH, heute MiRO, Ölraffinerie. Der Auftrag für die Bauten wurde nach einem Wettbewerb an Egon Eiermann erteilt. Sie wurden erstellt in den Jahren 1961–63, zusammen mit Robert Hilgers. Geschützt nach § 2 DSchG |    |
| Weitere Bilder | Hofgut Maxau                                                                   | Maxau am Rhein 24                  | 1830                       | Hofgut Maxau, um 1830 durch Max von Baden eingerichtet, teilweise Wiederaufbau nach Kriegszerstörung. Verwalterwohnhaus mit Gaststube, Scheunen und Knechtswohnhaus. Geschützt nach § 2 DSchG |    |
|                | Katholische Kirche Heilig-Kreuz                                                | Reinmuthstr. 42, Heckerstr. 35, 39 | 1961                       | Katholische Kirche Heilig-Kreuz mit Gemeindehaus und Kindergarten, Pfarrhaus, 1961 von Werner Groh und H.G. Klotz, Ausstattung von Emil Wachter. Geschützt nach § 2 DSchG |    |
|                | Zweigeschossiges traufständiges Fachwerkhaus mit Torfahrt.                     | Kirchbühlstr. 5                    |                            | Zweigeschossiges traufständiges Fachwerkhaus mit Torfahrt. Geschützt nach § 2 DSchG |    |
|                | Militärkirche der Gerszewski-Kaserne                                           | Egon-Eiermann-Allee 6              | 1951                       | Nach dem Entwurf des Mannheimer Architekten Emil Serini (1899–1997) für eine „Standard Church“ für die religiösen Bedürfnisse der amerikanischen Truppen. Eine von mehreren exemplarisch unter Schutz gestellten Kirchen des Typs in Nordbaden. Saalbau mit querhausartigen Anbauten unter einem flach geneigten Satteldach und mit einem eingezogenen, halbrund geschlossenen Chor. Zählt zu den frühesten modernen Kirchenbauten nach dem II. Weltkrieg in Baden-Württemberg und zeigt deutliche Einflüsse des ab 1948 von Otto Bartning entwickelten Notkirchenprogramms. Aufgrund ihrer Entstehung in der Frühzeit der Besatzung und ihrer zentralen Stellung als Gemeinschaftsbauten sind die Kirchen in besonderem Maße dazu geeignet, an die Folgen des Kalten Krieges und damit an eines der wichtigsten Kapitel der deutsch-amerikanischen Beziehungen zu erinnern. Geschützt nach § 2 DSchG |    |
|                |                                                                                | Neufeldstr. 64                     | 1. Hälfte 19. Jahrhundert  | Geschützt nach § 2 DSchG |    |
|                | Zweigeschossiges Fachwerkhaus                                                  | Neufeldstr. 72                     | 1806                       | Zweigeschossiges Fachwerkhaus, im Erdgeschoss massive Giebelwand. Am Torpfosten bezeichnet 1806. Geschützt nach § 2 DSchG |    |
|                | Rathaus Knielingen                                                             | Saarlandstr. 16                    | 1875                       | Rathaus, heute Jugendzentrum. Zweigeschossiger Putzbau mit Walmdach im Rundbogenstil, Anbau nach 1898. Geschützt nach § 2 DSchG |    |
|                | Hofanlage                                                                      | Rheinbergstr. 10                   | 1717                       | Hofanlage, zweigeschossiges und traufständiges Wohnhaus mit Durchfahrt, Obergeschoss Fachwerk, bezeichnet „nach dem großen Brand erbaut 17(1)7“, zugehörige Hofgebäude. Geschützt nach § 2 DSchG |    |
|                | Wohnhaus einer Hofanlage                                                       | Rheinbergstr. 12                   | 1800                       | Wohnhaus einer Hofanlage, eingeschossiges und giebelständiges Fachwerkhaus mit traufseitiger Erschließung. Geschützt nach § 2 DSchG |    |
|                | Quereinhaus                                                                    | Rheinbergstr. 30                   | 18./19. Jahrhundert        | Traufständiges, eingeschossiges Quereinhaus mit Scheunenteil und Schopf, 18./19. Jahrhundert. Geschützt nach § 2 DSchG |    |
|                | Rheinlandkaserne, Kasino und Stabsgebäude                                      | Egon-Eiermann-Allee 8              | 1936                       | Das Kasino der Rheinkaserne ist aus wissenschaftlichen sowie aus künstlerischen und heimatgeschichtlichen Gründen ein Kulturdenkmal. An ihrem Erhalt besteht insbesondere wegen ihres exemplarischen und dokumentarischen Wertes ein öffentliches Interesse gemäß § 2 DschG BW.Das Gelände der heutigen Gerszewski-Kaserne war ursprünglich in drei Kasernen unterteilt, die ehemalige Rhein-, die Mutra- und die Pionierkaserne. Die Gebäude entsprechen der Heeresbaunorm von 1935 und stammen von 1938/39 bzw. 1942. Nach 1945 waren hier amerikanische Truppen untergebracht und vor allem in den 50er Jahren wurden Gebäude hinzugefügt, Baumaßnahmen fanden bis in jüngste Zeit (1990) statt. Geschützt nach § 2 DSchG |    |
|                | Hofanlage mit zweigeschossigem Fachwerkhaus mit Wetterdach und Krüppelwalmdach | Saarlandstr. 13                    | 18. Jahrhundert            | Hofanlage mit zweigeschossigem Fachwerkhaus mit Wetterdach und Krüppelwalmdach, Scheune und Schopf. Geschützt nach § 2 DSchG |    |
|                | Gasthaus Schwanen                                                              | Saarlandstr. 14                    |                            | Gasthaus Schwanen, traufständiges zweigeschossiges Fachwerkhaus mit Andreaskreuzen in den Brüstungsfeldern, Erdgeschoss und Straßenfront massiv, Eckrustizierung, Profilrahmentür. Geschützt nach § 2 DSchG |    |
|                | Villa                                                                          | Saarlandstr. 162                   | 1911                       | Villa, zweigeschossiger Massivbau mit Walm- und Mansarddach, Balkonloggia, expressiver Bauschmuck, 1911 von dem Architekten Julius Frisch aus Karlsruhe für den Kaufmann Albert Reibel. Geschützt nach § 2 DSchG |    |
|                | Wohnhaus                                                                       | Saarlandstr. 23                    | 18. Jahrhundert            | Wohnhaus mit rückwärtiger, zweigeschossiger Werkstatt; das Wohnhaus im Kern aus dem 18. Jahrhundert, im Obergeschoss Fachwerk, mit Schiefer verschindelt, darunter Fachwerk mit Zierrauten in den Brüstungsfeldern der Fenster, Krüppelwalmdach. Ausstattung aus dem Umbau des 19. Jahrhunderts in Zusammenhang mit der Verlegung der Treppe in einen rückwärtigen Anbau. Die Werkstatt aus dem Anfang des 20. Jahrhunderts mit originalen Fenstern. Geschützt nach § 2 DSchG |    |
|                | Hofanlage                                                                      | Saarlandstr. 27                    | 1. Hälfte 18. Jahrhundert. | Hofanlage, traufständiges zweigeschossiges Wohnhaus mit Tordurchfahrt, Obergeschoss verschindeltes Fachwerk, Ökonomiegebäude als Seitenflügel. Geschützt nach § 2 DSchG |    |
|                | Fachwerkhaus mit Wetterdächern und Krüppelwalm                                 | Saarlandstr. 3                     | 18. Jahrhundert.           | Repräsentatives zweigeschossiges Fachwerkhaus mit Wetterdächern und Krüppelwalm, 18. Jahrhundert. Geschützt nach § 28 DSchG |    |
|                | Hofanlage                                                                      | Saarlandstr. 42                    | 1800                       | Hofanlage, zweigeschossiges und giebelständiges Wohnhaus, Fachwerk auf massivem Untergeschoss, ab Obergeschoss teilweise verputzt, zugehörige Ökonomiegebäude wie Remise, Trockenschuppen und Scheune. Geschützt nach § 2 DSchG |    |
|                | Wohnhaus                                                                       | Saarlandstr. 43                    | 18. Jh.                    | Wohnhaus, zweigeschossig, traufständiges Torfahrthaus, in seinen Fachwerkstrukturen wohl aus dem 18. Jh., zahlreiche historische Holz- und Ausstattungsteile (Haus- und Wohnungstüren haben sich hier erhalten, wie auch der tonnengewölbte Keller), zum Anwesen gehörig sind außerdem die Pflasterung des Hofbereichs sowie die drei Ökonomiegebäude (Scheune, Remise und Stall). Geschützt nach § 2 DSchG |    |
|                | Wohnteil einer ehemaligen Hofanlage. Eingeschossiges Fachwerkhaus              | Saarlandstr. 48                    | 1763                       | Wohnteil einer ehemaligen Hofanlage. Eingeschossiges Fachwerkhaus, quererschlossen. Ziergiebel mit profilierten Schwellen und Andreaskreuzen. Am Eckpfosten bezeichnet 1763. Geschützt nach § 28 DSchG |    |
|                | Wohnteil einer Hofanlage                                                       | Saarlandstr. 52, 56a               | 18. Jahrhundert            | Wohnteil einer Hofanlage, eingeschossiges Fachwerkhaus mit Krüppelwalmdach 18. Jahrhundert. Backofen, Scheune (P*) Geschützt nach § 2 DSchG |    |
|                | Fachwerkwohnhaus einer früheren Hofanlage                                      | Saarlandstr. 6                     | 1. Hälfte 19. Jahrhundert. | Fachwerkwohnhaus einer früheren Hofanlage, eingeschossig und giebelständig mit Satteldach. Geschützt nach § 2 DSchG |    |
|                | Hofanlage mit zweigeschossigem Fachwerkhaus                                    | Saarlandstr. 7                     | 18. Jahrhundert            | Hofanlage mit zweigeschossigem Fachwerkhaus, Scheune und Schopf. Geschützt nach § 2 DSchG |    |
|                | Hofanlage mit zweigeschossigem Fachwerkhaus                                    | Saarlandstr. 8                     | 1755                       | Repräsentative Hofanlage mit zweigeschossigem Fachwerkhaus, am Eckpfosten bezeichnet 1755. Scheune (1776), Schopf. Ehemalige Schulhausnutzung. Geschützt nach § 2 DSchG |    |
|                | Gasthaus Zur Kanne                                                             | Saarlandstr. 9                     | 18. Jahrhundert            | Gasthaus Zur Kanne, über L-förmigem Grundriss, von der Straße über Torfahrt erschlossener Hof, Scheune. Geschützt nach § 2 DSchG |    |
|                | Schulhaus Knielingen                                                           | Eggensteiner Str. 1                | 1845                       | Schulhaus, zweigeschossiger traufständiger Putzbau mit Walmdach, spätklassizistische Fassadengliederung. Gebaut von Johann Ludwig Weinbrenner. Geschützt nach § 2 DSchG |    |
|                | Schulhaus Knielingen                                                           | Eggensteiner Str. 3                | 1887                       | Schulhaus von 1887. Zweigeschossiger traufständiger Putzbau mit Satteldach. Geschützt nach § 2 DSchG |    |
|                | Tankstelle                                                                     | Saarlandstr. 195                   | 1950                       | Tankstelle, eingeschossiger Massivbau mit weit vorkragendem Regenschutz über den Zapfsäulen, gestützt durch eine mittige Säule, drei zugehörige Garagendurchfahrten einer Reparaturwerkstatt, 1950 nach Plänen von Dr.-Ing. Hellmut Wechler aus Karlsruhe für den Bauherrn Waldemar Becker. Geschützt nach § 2 DSchG |    |
| Weitere Bilder | Tulla-Denkmal und Gedenkstein                                                  | Leinpfad                           | 1853                       | Denkmal zu Ehren von Johann Gottfried Tulla, errichtet von Markgraf Max von Baden. Geschützt nach § 2 DSchG |    |
|                | Scheune des 18. Jahrhunderts                                                   | Untere Str. 35                     | 18. Jahrhundert            | Bestehend aus Bruchsteingiebelwand und Fachwerk mit Krüppelwalmdach. Dreizonigkeit mit eingebautem Stall, heute Werkstatt, erhalten. Geschützt nach § 2 DSchG |    |
|                | Fachwerkhaus                                                                   | Untere Str. 36                     | 1800                       | Fachwerkhaus, zweigeschossig mit profilierten Schwellhölzern, im Erdgeschoss massive Giebelwand. Traufseitiger Anbau. Geschützt nach § 2 DSchG |    |
|                | Zweigeschossiges Fachwerkhaus mit Wetterdächern und Krüppelwalm                | Untere Str. 5                      | 1723                       | Repräsentatives zweigeschossiges Fachwerkhaus mit Wetterdächern und Krüppelwalm, bezeichnet 1723 von Zimmermann Vollmer errichtet. Geschützt nach § 28 DSchG |    |
|                | Volksschule, heute Viktor-Scheffel-Schule Knielingen                           | Schulstr. 3                        | 1912–13                    | Volksschule, heute Viktor-Scheffel-Schule, von Pfeifer & Grossmann. Geschützt nach § 2 DSchG |    |